# Amber trilogy
Amber trilogy měla být podle výrobce Thalion Software RPG trilogie. Po vydání prvního dílu série Amberstar (1992) a jeho nástupce Ambermoon (1993) se však firma dostala do problémů a finální díl nikdy nevydala. 
Společnost Blue Byte Software v roce 1995 vydala neoficiální volné pokračování (které dějově nijak nenavazovalo na předchozí dva díly) pod názvem Albion.